# Stiller (powieść)
Stiller – powieść Maxa Frischa napisana w 1954, wydana w Polsce w 1960.
Pierwsza powieść z trylogii Frischa traktującej o niedostosowaniu jednostki do społeczeństwa i samopoznaniu. Utwór ten opowiada o człowieku, który za wszelką cenę pragnie uwolnić się od swojej tożsamości.

## Opis fabuły
„Anatol Ludwik Stiller, urodzony w Zurychu, rzeźbiarz, ożeniony z Juliką Stiller-Tschudy” znika nagle i nikt nie jest w stanie powiedzieć, co się z nim stało.
Po sześciu latach zostaje rozpoznany w pociągu jadącym z Paryża do Zurychu. Zatrzymany przez celnika przedstawia się jako Amerykanin niemieckiego pochodzenia – James Larkin White, i kategorycznie zaprzecza, jakoby był poszukiwanym Stillerem. W związku jednakże z podejrzeniem o posiadanie fałszywego paszportu zostaje aresztowany.
O jego przeszłości i obecnej beznadziejnej walce o to, by uwierzono, że jest White'em, czytelnik dowiaduje się z dziennika prowadzonego przez bohatera w więzieniu. Notatki te są w dużej mierze poświęcone zaginionemu Stillerowi. Opisują jego relacje z żoną Juliką, romans z Sybillą i wiele innych epizodów z życia rzeźbiarza, o których White rzekomo dowiedział się w trakcie prowadzonego dochodzenia. Jednak subiektywność tych zapisków, duża doza emocji i znajomość szczegółów każą domyślać się prawdziwej tożsamości Jamesa White'a. Podejrzenia te zostaną definitywnie potwierdzone, kiedy White/Stiller skonfrontowany ze swym niedołężnym ojczymem podda się i wyzna ostatecznie, że jest Anatolem Stillerem. Dalsze jego losy poznajemy z posłowia prokuratora Rolfa – to od niego właśnie dowiadujemy się, jak odmieniony już Stiller próbuje zacząć życie od nowa. Postanawia on mianowicie zamieszkać wraz z żoną Juliką z dala od miasta i prowadzić dość pustelnicze życie aż do jej śmierci.
W fabułę powieści zostały wplecione trzy odrębne historie, które pełnią funkcję momentów retardacyjnych i syntetyzują refleksje intelektualne narratora. Odgrywają one istotną rolę w całej powieści, albowiem „są uogólnieniami i komentarzami do dziennika prowadzonego przez White'a”.  Przebywający w więzieniu White opowiada je trzem kolejnym postaciom. Julika Stiller-Tschudy poznała historię aptekarza Izydora,  który zaciągnął się do Legii Cudzoziemskiej, by uciec od nudy mieszczańskiego życia i swojej żony wiecznie niezadowolonej z jego postępowania. Adwokat White'a, doktor Bohnenblust, usłyszał bajkę o Ripie van Winkle  – „człowieku, który nigdy nie żył, ponieważ żądał od siebie samego, by być takim, jakim żądali od niego inni ludzie. I pewnego dnia, kiedy obudził się z tego koszmaru, niebywałe, ludzie znali jego nazwisko, było to nazwisko szanowane, i ludzie nie mogli tolerować, by ktoś mógł żyć bez nazwiska. Wtrącili go do więzienia, skazali go na bycie tym, kim był i nie tolerowali jego przemiany.”  Z kolei strażnik więzienny, pan Knobel, poznał historię o teksańskiej grocie, którą White odkrył i spenetrował wraz z przyjacielem Jimem. Przygoda ta skończyła się tragicznie, gdyż między Jimem a White'em doszło do walki na śmierć i życie.